# Народний фронт (Франція)
Народний фронт (фр. Front populaire) — коаліція лівих політичних партій і рухів, у тому числі Французької комуністичної партії (ФКП), Французької секції Робітничого Інтернаціоналу (СФІО) та Партії республіканців, радикалів і радикал-соціалістів, що перебувала при владі у Франції з 1936 по 1937 рік. Вона виграла парламентські вибори у травні 1936 року, та сформувала перший уряд, який очолив представник СФІО Леон Блюм у складі виключно членів СФІО і радикал-соціалістів.

## Створення Народного фронту
Створенню Народного фронту сприяла нова стратегія Комінтерну про народний фронт. Після створення Комуністичного інтернаціоналу у 20-х роках XX століття, коли здавалися великими революційні можливості, їм була вироблена стратегія єдиного фронту робітників, профспілок і різних організацій робітничого класу — анархістських, соціалістичних та комуністичних, для згуртування революційних сил. У період з 1928–1934 рік комуністи відмовилися від єдиного фронту і стали характеризувати соціалістичні партії, як «соціал-фашистів». Після приходу до влади Гітлера Комінтерн переглянув свою стратегію, і перейшов у 1934 року до тактики Народного фронту і створення союзу з профспілками, соціалістами, та демократичними партіями, що стояли на принципах антифашизму.
Ще до створення Народного фронту соціалісти, члени Загальної конфедерації праці (ЗКП), комуністи, а також прихильники Радикальної партії, зібралися разом на вуличні акції протесту. Після правих заворушень в Парижі 6 лютого 1934 Соціалістична партія і ЗКП закликали до загального страйку та вуличних демонстрацій, і, хоча комуністи формально не приєдналися до коаліції, вони теж мобілізували своїх членів і прихильників до участі у спільних акціях протесту.
Створення народного фронту проходило на тлі зростання страйкового руху у Франції. Так 12 лютого 1934 року відбувся загальний страйк, перший успішний загальний страйк в історії Франції.
В липні 1934 року, соціалісти і комуністи домовилися діяти разом проти фашизму. Пізніше до цього блоку приєдналися і радикали. Після довгих переговорів соціалісти, комуністи, ЗКП, і Радикальної партії та ряд інших дрібних переважно лівих та лівоцентристських організацій уклали 14 липня 1935 року угоду про створення політичного союзу під назвою Народне об'єднання (фр. le Rassemblement populaire), яке проте стало більш відомим під назвою Народний фронт, на основі соціал-демократичної «мінімальної» програми.

## Виборча кампанія і прихід до влади
На виборах у травні 1936 року партії Народного фронту отримали 330 з 618 місць у Палаті депутатів. Соціалісти отримали 19,86 % голосів, комуністи — 15,26 %, а радикал-соціалісти — 14,45 %. Інші ліві отримали 7,6 % голосів. У порівнянні із виборами 1932 року комуністи значно збільшили свій вплив, соціалісти зберегли, а радикал-соціалісти втратили. Тільки 174 депутати були обрані у першому турі, а 424 у другому. Згідно із домовленістю між партіями Народного фронту, вони разом підтримували одного із своїх кандидатів, що вийшов у другий тур. Найбільшу кількість місць отримали соціалісти, тому їх лідер, Леон Блюм, очолив уряд. До уряду увійшли також радикали. Комуністи не стали брати участь у формуванні уряду, хоча і підтримали його у парламенті.

## Реформи народного фронту
Через декілька тижнів після перемоги Народного фронту у Франції розпочалися масові страйки. Так у травні та червні страйкувало більше ніж 2 мільйони робітників. Почалося захоплення робітниками промислових підприємств. Чисельність профспілок зросла із 1,5 мільйона членів до майже 5-ти. 7 червня 1936 за сприяння уряду Народного фронту Загальна конфедерація французьких роботодавців (CGPF) і Загальна конфедерація праці (ЗКП) уклали між собою так звані Матіньйонські угоди, що було значущою перемогою профспілок в історії Франції.
19 червня декретом уряду Леона Блюма були заборонені фашистські організації.
Народний фронт розпочав амбітну широкомасштабну програму реформ. Так 20 червня 1936 року було прийнято закон, що встановлював щорічну оплачувану відпустку (фр. le conges payes) в індустрії, торгівлі, вільних професіях, домашній службі і сільському господарстві. Згідно із цим законом кожен робітник, службовець або учень, що пропрацював не менше 1 року на підприємстві, мав право на оплачувану відпустку тривалістю 14 днів, у тому числі 12 робочих.
27 червня 1936 року прийнято закон, що встановлював 40 годинний робочий тиждень в промислових, торгових та ремісничих підприємствах, а також обмежував тривалість перебування у рудниках не більше 38 годин 40 хвилин на тиждень.
Серед інших реформ проведених за ініціативи Народного фронту було:
- введення обов'язкових колективних трудових договорів;
- впровадження програми основних громадських робіт (за прикладом «Нового курсу» в США);
- часткова націоналізація військової промисловості та повна націоналізація залізниць;
- продовження обов'язкової шкільної освіти з 13 до 14 років, а також створення Міністерства спорту та культури та Народної академії мистецтв.

Загалом у 1936 році парламент Франції прийняв 133 закони, що реалізовували програму Народного фронту. Була прийнята чотирирічна програма переозброєння армії.
У 1937 року була проведена податкова реформа, за якою вводився податок для дрібних підприємств у розмірі 2 % з обороту, а для великих — 6 %. Були збільшені податки на велику спадщину і доходи, у тому числі на прибуток акціонерних компаній. Реорганізація Французького банку поставила його під контроль держави, хоча і не означала формальної націоналізації.

## Крах народного фронту
Політика Народного фронту не торкалася кредитно-фінансового механізму. Фінансові кола, що були незадоволені політикою Народного фронту, масово виводили капітали за кордон. Так у період з 1936 по 1937 рік до зарубіжних банків було переведено близько 100 млрд франків. Відтік капіталів сприяв зростанню інфляції та наростанню кризових явищ в економіці. У 1937 році французьку економіку охопила нова криза. Рівень промислового виробництва впав до 70 % по відношенню до 1929 року.
У лютому 1937 року Блюм заявив про необхідність «перепочинку» в здійсненні реформ. У червні 1937 року він пішов у відставку і уряд очолив представник партії радикалів Каміль Шотан. 24 липня уряд Шотана проводить нову девальвацію франка, а 31 липня скорочує асигнування на державну програму із ліквідації безробіття. Політика жорсткої економії викликала кризу всередині Народного фронту та призвела до відставки Шотана у січні 1938 року. У парламенті недовіру уряду Шотана підтримали комуністи та соціалісти.
Уряд знову очолив Леон Блюм. Він закликав до створення широкої коаліції за участю різних політичних сил Народного фронту від лівих до центристів. Блюм намагався впровадити антикризову програму, яка передбачала підвищення податків на великий капітал та встановлення адміністративного контролю над переміщенням капіталу за кордон. Для реалізації цієї програми йому потрібні були надзвичайні повноваження, які Сенат відмовлявся йому надати. Не маючи змоги реалізувати свою програму, уряд Блюма знову пішов у відставку.
10 квітня 1938 року уряд очолив лідер партії радикалів Едуар Даладьє. Уряд Даладьє офіційно не відмовлявся від співпраці з лівими у рамках Народного фронту, проте почав відходити від соціальної та економічної політики Народного фронту, проводячи так званий «національний курс».
Питання зовнішньої політики також викликали розкол всередині Народного фронту. Протиріччя викликало питання відношення до громадянської війни у Іспанії. Комуністи та інші ліві організації виступали за підтримку республіканської влади у Іспанії та закликали уряд Франції до надання допомоги у вигляді постачання зброї та ресурсів. Водночас помірковані та консервативні елементи висловлювалися за надання допомоги Франко. Зрештою уряд Блюма схилився до політики «невтручання» у іспанські справи. Ліві партії піддавали значній критиці уряд Даладьє за так звану політику «умиротворення» нацистської Німеччини. Із підписання Мюнхеньської угоди із нацистською Німеччиною Народний фронт остаточно розпався. 30 жовтня 1938 року на з'їзді у Марселі радикально-соціалістична партія відмовилася від участі у Народному фронті, посилаючись на те, що комуністи відмовилися підтримати у парламенті Мюнхенську угоду.
У листопаді 1938 року декретами уряду Даладьє були ліквідовані окремі соціальні гарантії (зокрема скасовувався 40-годинний робочий тиждень, підвищувалися прямі та непрямі податки).
У серпні 1939 року урядом Даладьє були заборонені усі друковані органи Французької комуністичної партії (друкований орган — газета «Юманіте» та інші). А у вересні була заборонена і діяльність компартії.
Уряд народного фронту провів ряд значущих соціальних реформ. Проте серед партій, що входили до Народного фронту були значні протиріччя в їхньому баченні політики. Промислові кола були занепокоєнні зростанням впливу комуністів та сприяли відтоку капіталу із Франції та знеціненню національної валюти, що звело нанівець багато соціальних програм уряду. Також, ультраправі партії, спекулюючи на антисемітизмі, піддавали критиці Блюма через його єврейське походження.